# Internet Research and Investigation Network
Het landelijk Internet Research and Investigation Network (iRN) is een landelijk netwerk van Politie Nederland, de Nationaal Coördinator Terrorismebestrijding en Veiligheid (NCTV), het Nederlands Forensisch Instituut (NFI) en de Belastingdienst.
Via het iRN kunnen 4.500 ambtenaren vanaf 700 werkplekken in Nederland anoniem met afgeschermde IP-adressen op internet rechercheren.
Met het iRN kunnen Nederlandse overheidsinstanties met een opsporende of een toezichthoudende taak op een forensisch geborgde manier opsporing- en intelligence-onderzoek op internet uitvoeren. Hierdoor kan het verkregen bewijsmateriaal gebruikt worden bij strafvervolging.
Een van de tools ter beschikking van het IRN is XIRAF, XML-based indexing and querying for digital forensics.
Peter de Beijer is projectleider van het iRN.